# Bžany (Slowakei)
Bžany (ungarisch Bodzás) ist eine Gemeinde im Nordosten der Slowakei mit 223 Einwohnern (Stand 31. Dezember 2024), die zum Okres Stropkov, einem Kreis des Prešovský kraj gehört.

## Geographie

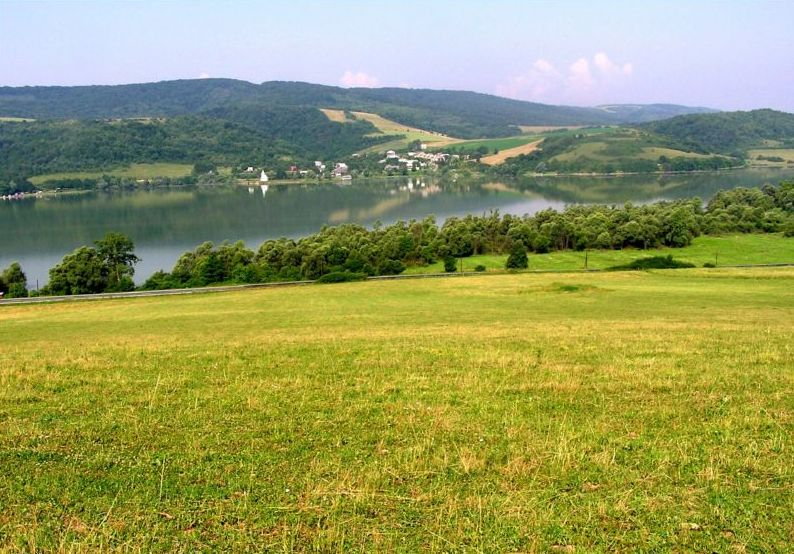
Bžany

Die Gemeinde befindet sich in den Niederen Beskiden im Bergland Ondavská vrchovina, am nordwestlichen Ufer des Stausees Veľká Domaša im Verlauf der Ondava. Das Ortszentrum liegt auf einer Höhe von 170 m n.m. und ist 14 Kilometer von Stropkov entfernt.
Seit 1966 gehört zur Gemeinde auch das Gemeindegebiets des ehemaligen Dorfes Valkov (bis 1927 slowakisch „Vaľkov“; ungarisch Kisvalkó – bis 1907 Valkó), das wegen der Errichtung des Stausees aufgegeben wurde. Am Ufer des Stausees entstand dort das Erholungsgebiet Valkov.
Nachbargemeinden sind Lomné im Norden, Turany nad Ondavou im Nordosten, Osten und Südosten, Nová Kelča im Südosten, Kvakovce und Detrík im Süden, Vavrinec und Matiaška im Südwesten, Ruská Voľa im Westen und Kručov im Nordwesten.

## Geschichte
Bžany wurde zum ersten Mal 1410 als Bospathaka beziehungsweise Bozpataka schriftlich erwähnt, weitere historische Bezeichnungen sind unter anderen Bozyas (1474), Bzanye (1773) und Bzanné (1808). Das Dorf gehörte zuerst zur Herrschaft der Burg Čičava, im 18. und 19. Jahrhundert besaßen die Familien Barkóczy und Szirmay die Ortsgüter.
1493 standen vier verlassene und eine bewohnte Ansiedlung in Bžany, 1715 gab es vier verlassene und neun bewohnte Haushalte. 1787 hatte die Ortschaft 32 Häuser und 229 Einwohner, 1828 zählte man 32 Häuser und 239 Einwohner, die als Fuhrleute, Köhler und Landwirte tätig waren.
Bis 1918 gehörte der im Komitat Semplin liegende Ort zum Königreich Ungarn und kam danach zur Tschechoslowakei beziehungsweise heute Slowakei. In der Zeit der ersten tschechoslowakischen Republik waren die Einwohner als Landwirte und Waldarbeiter beschäftigt. Nach dem Zweiten Weltkrieg wurde die örtliche Einheitliche landwirtschaftliche Genossenschaft (Abk. JRD) im Jahr 1950 gegründet, einige Bewohner pendelten zur Arbeit in Industriegebiete in Stropkov und Košice. Beim Bau von Veľká Domaša wurden Teile von Bžany geräumt und überflutet.

## Bevölkerung
| Jahr                | 1994 | 2004     | 2014    | 2024     |
| ------------------- | ---- | -------- | ------- | -------- |
| Anzahl der Personen | 144  | 172      | 168     | 223      |
| Unterschied         |      | +19,44 % | −2,32 % | +32,73 % |

| Jahr                | 2023 | 2024    |
| ------------------- | ---- | ------- |
| Anzahl der Personen | 229  | 223     |
| Unterschied         |      | −2,62 % |

Nach der Volkszählung 2011 wohnten in Bžany 164 Einwohner, davon 133 Slowaken, 12 Roma, drei Russinen, zwei Ukrainer sowie ein Tscheche. 13 Einwohner machten keine Angabe zur Ethnie.
95 Einwohner bekannten sich zur griechisch-katholischen Kirche, 27 Einwohner zur orthodoxen Kirche, 26 Einwohner zur römisch-katholischen Kirche sowie jeweils ein Einwohner zur Evangelischen Kirche A. B. und zur evangelisch-methodistischen Kirche. Bei 14 Einwohnern wurde die Konfession nicht ermittelt.

## Bauwerke und Denkmäler
- griechisch-katholische Nikolauskirche im klassizistischen Stil aus dem frühen 19. Jahrhundert[6]
- griechisch-katholische Kirche Schutz der allheiligen Gottesmutter im barock-klassizistischen Stil aus dem Jahr 1817, die einst im Dorf Valkov stand[7]

## Verkehr
In Bžany endet die kurze Cesta III. triedy 3571 („Straße 3. Ordnung“) als Abzweig der Cesta II. triedy 556 bei Lomné, mit einer weiterführenden Lokalstraße zum Erholungsgebiet Valkov.